# Dinara Safina
Dinara Mihajlovna (Mubinovna) Safina [dinára mihájlovna (mubínovna) sáfina] (tatarsko Dinara Mөbin qızı Safina, Динара Мөбин кызы Сафина, rusko Дина́ра Миха́йловна (Муби́новна) Са́фина), ruska tenisačica tatarske narodnosti, * 27. april 1986, Moskva, Rusija.
Dinara je mlajša sestra Marata Safina.

## Življenje in kariera
Safina se je rodila v Moskvi, kjer so živeli njeni starši. Kasneje se je preselila v Valencijo. Svojo poklicno kariero je začela leta 2000 in od takrat osvojila enajst naslovov WTA in osem naslovov dvojic. Leta 2009 je Safina zasedla prvo mesto na lestvici WTA. Leta 2011 je končala kariero zaradi poškodbe hrbta.